# Glassheart
Glassheart är den brittiska sångerskan Leona Lewis tredje album, som släpptes i oktober 2012.

## Bakgrund
Lewis började arbete med sitt tredje album kort efter att hon avslutat sin ”Labyrinth Tour” 2010. Det rapporterades också att Simon Cowell hade satt en deadline for det kommande album, sommaren 2011.
På Glassheart har Lewis samarbetat med många olika låtskrivare och producenter. 
Lewis ville att albumet skulle vara ”annorlunda än vad folk hört med från tidigare”, hon sade också att hon bara tänkte ”gå in i studion och spela in och se vad som hände”. Hon beskrev senare skivan som ”mer progressiv, mer eklektisk, mer uptempo och lite mörkare”. Rapporter om skivan menar att den har tagit en dubstep riktning, med låtskrivare som uppmanades att bara lämna in danslåtar och inga ballader.
I juni 2011, när Lewis blev tillfrågad om albumet, sade hon att skivan är ”energisk, djup och unik”. Hon sade också att den skulle visa en mörkare sida av henne, men också att hon skulle lägga sitt hjärta i vartenda ord.

## Singlar
"Collide" är den första singeln från Glassheart. Den är skriven av Autumn Rowe och producerad av Sandy Vee, och spelades för första gången på The Scott Mills Show på BBC Radio 1 den 15 juli 2011. Singeln släpptes den 4 september 2011 i Storbritannien och den 9 september 2011 i Tyskland. Låten fick ta emot mycket kritik när den anklagades för att vara ett plagiat av de svenska musikerna Aviciis låt "Fade into Darkness". Det beslutades då att "Collide" skulle släppas som ett samarbete mellan artisterna.

## Låtlista
1. Trouble
2. Un Love Me
3. Lovebird
4. Come Alive
5. Fireflies
6. I To You
7. Shake You Up
8. Stop The Clocks
9. Favourite Scar
10. When It Hurts
11. Glassheart
12. Fingerprint
13. Trouble